# NGC 6068
NGC 6068 ist eine 12,4 mag helle Balken-Spiralgalaxie vom Hubble-Typ SBbc im Sternbild Kleiner Bär am Nordsternhimmel. Sie ist schätzungsweise 186 Millionen Lichtjahre von der Milchstraße entfernt und hat einen Durchmesser von etwa 50.000 Lichtjahren. Gemeinsam mit dem Nicht-NGC-Objekt PGC 56363 (auch NGC 6068A) bildet sie das isolierte, gravitativ gebundene Galaxienpaar KPG 476 oder Holm 727.
Das Objekt wurde am 6. Dezember 1801 vom deutsch-britischen Astronomen Wilhelm Herschel mit einem 18,7-Zoll-Spiegelteleskop entdeckt, der sie dabei mit „vF, S, lE in meridian, resolvable“ beschrieb.